# Brachymenium magellanicum
Brachymenium magellanicum är en bladmossart som beskrevs av Jean Édouard Gabriel Narcisse Paris 1894. Brachymenium magellanicum ingår i släktet Brachymenium och familjen Bryaceae. Inga underarter finns listade i Catalogue of Life.